# 代赖凯吉哈兹
代赖凯吉哈兹，是匈牙利琼格拉德州所辖的一个村。总面积53.78平方公里，总人口1652，人口密度30.7人/平方公里（2011年1月1日）。